# Campionatul Mondial de Curling
Campionatul Mondial de Curling este evenimentul anual al campionatelor mondiale pentru curling organizate de World Curling Federation la care participă echipe naționale. Există competiții pentru bărbați, femei, dublu-mixt, pentru juniori, senior pentru fiecare sex. Există, de asemenea, campionate mondiale pentru curling în scaune cu rotile. Campionatul mondial masculin a început în 1959, iar cel feminin în 1979. Campionatul de dublu-mixt a început în 2008. Din 2005, campionatele mondiale masculin și feminin au fost găzduite de orașe diferite, Canada organizând unul din cele două campionate o dată la doi ani: campionatul masculin în anii impari, campionatul feminin în anii pari. Canada a dominat ambele campionate, masculin și feminin încă de la înființare, deși Elveția, Suedia, Danemarca, Germania (Germania de Vest), Scoția, Statele Unite și Norvegia au câștigat fiecare cel puțin un campionat.

## Istoric
Campionatele mondiale de Curling au început în 1959 sub denumirea de Cupa Scotch. Primele trei ediții s-au desfășurat între echipele masculine ale Scoției și Canadei. Statele Unite s-au alăturat Cupei Scotch în 1961, iar Suedia în anul următor. Canada a câștigat primele șase titluri mondiale, patru dintre ele avându-l pe Ernie Richardson căpitan al echipei. Statele Unite a fost prima echipă care a întrerupt șirul victoriilor canadiene, câștigând primul titlu în 1965. În 1967, Norvegia, Elveția, Franța și Germania s-au alăturat Cupei Scotch, iar Scoția a câștigat titlul, în timp ce Canada a terminat competiția pentru prima dată fără să câștige vreo medalie. Turneul a fost redenumit Air Canada Silver Broom imediat după acel an, iar Canada a reușit cinci victorii consecutive.
În 1973, numărul echipelor s-a mărit la zece prin acceptarea echipelor Italiei și Danemarcei. Suedia, Elveția și Norvegia au câștigat primele lor titluri în anii care au urmat, iar Canada a continuat să fie prezentă pe podium. În 1979, a avut loc prima ediție de Campionat Mondial feminin. Campionatele s-au ținut separat de cele masculine în primii zece ani. În acest timp Elveția, Canada, Danemarca și Germania au câștigat titluri mondiale. 
Începând cu 1989, campionatele masculin și feminin s-au ținut împreună, iar Norvegia a câștigat primul titlu la feminin. În 1995, Ford Canada și World Curling Federation au ajuns la un acord în urma căruia For a devenit sponsor al Campionatelor Mondiale de Curling. Japonia, prima echipă din Asia care participă la mondiale, își face debutul în 1990 la campionatul feminin, iar mai târziu, în anul 2000, la campionatul masculin. Coreea de Sud și China s-au alăturat Japoniei în anii 2000. Scoția a câștigat primul titlu feminin în 2002, iar Statele Unita în anul următor. 
În 2005, campionatele feminin și masculin au fost separate și un acord a fost semnat între Federația Mondială de Curling și Federația Canadiană de Curling în urma căruia unul din cele două campionate urmează să fie sponsorizat de Ford Canada și se va desfășura în Canada în fiecare an. Canada a început să se afle în primele două locuri la turneele masculine și China a câștigat primul titlu la feminin în 2009. 
În anul 2008, s-a creat un campionat mondial de curling dublu mixt. Elveția a câștigat primul titlu, reușind apoi să câștige patru din primele cinci ediții. Rusia și Ungaria au câștigat primele titluri la campionatele de dublu mixt, iar Noua Zeelandă, Franța, Austria și Cehia au câștigat primele lor medalii mondiale.
Medaliile de bronz nu au fost acordate până în 1985 la turneul feminin și 1986 la turneul masculin. Între 1989 și 1994, medalia de bronz a fost acordată echipelor care au pierdut în semifinale. 

### Numele turneelor
Campionatele Mondiale de Curling au cunoscut diverse nume de-a lungul timpului
Maculin
- 1959–1967: Cupa Scotch
- 1968–1985: Air Canada Silver Broom
- 1986–1988: Cupa Președintelui IOC (Hexagon)
- 1989–1990: Campionatul Federației Mondiale de Curling
- 1991–1992: Campionatul Mondial de Curling Safeway
- 1993–1994: Campionatul Federației Mondiale de Curling
- 1995–2004: Ford World Curling Championship
- 2005–2017: Campionatul Mondial Masculin de Curling Ford  (în anii impari)
- 2006–2018: Campionatul Mondial Masculin de Curling (în anii pari)
- 2019: Campionatul Mondial Masculin de Curling Pioneer Hi-Bred
- 2020–prezent: Campionatul Mondial Masculin de Curling LGT (în anii impari)
- 2021–prezent: Campionatul Mondial Masculin de Curling BKT Tires & OK Tire (în anii impari)

Feminin
- 1979–1981: Campionatul Mondial Feminin de Curling Royal Bank of Scotland
- 1982: Campionatul Mondial de Curling
- 1983: Campionatul Mondial de Curling Pioneer Life
- 1984: Campionatul Mondial de Curling
- 1985: Campionatul Mondial de Curling H&M
- 1986–1990: Campionatul Mondial de Curling
- 1991–1992: Campionatul Mondial de Curling Safeway
- 1993–1994: Campionatul Mondial de Curling
- 1995–2004: Campionatul Mondial de Curling Ford
- 2005–2017: Campionatul Mondial Feminin de Curling (în anii impari)
- 2006–2018: Campionatul Mondial Feminin de Curling Ford  (în anii pari)
- 2019–prezent: Campionatul Mondial Feminin de Curling LGT (în anii impari)
- 2022–prezent: Campionatul Mondial Feminin de Curling BKT Tires & OK Tire (în anii pari)

## Formatul competiției
Primele două ediții, care s-ai disputat ca o competiție între Scoția și Canada, au avut loc sub forma unei serii de cinci meciuri. După adăugarea Statelor Unite, în 1961, formatul s-a schimbat în disputarea de meciuri fiecare cu fiecare, în două tururi. O dată cu adăugarea de echipe s-a trecut la formatul în două faze: prima fază după sistemul fiecare cu fiecare într-un singur tur și apoi faza eliminatorie în care se calificau primele patru echipe din sistemul fiecare cu fiecare. Faza eliminatorie a fost modificată în 2005 schimbându-se din sistemul eliminare după disputarea meciului la următorul sistem: 
- în Meciul 1, echipa de pe locul al treilea din sistemul fiecare cu fiecare joacă împotriva echipei de pe locul al patrulea. Învinsa este eliminată.
- în Meciul 2, echipa de pe locul întâi din sistemul fiecare cu fiecare joacă împotriva echipei de pe locul al doilea. Câștigătoarea se califică direct în finală.
- în Meciul 3, câștigătoarea din Meciul 1 joacă împotriva echipei învinse din Meciul al doilea. Învingătoarea este eliminată.
- Meciul 4 (Finala) se joacă între câștigătoarele din Meciurile 2 și 3.

## Campionate

### Masculin
| An   | Gazdă                                      | Campion                                 | Finalist                                |
| ---- | ------------------------------------------ | --------------------------------------- | --------------------------------------- |
| 1959 | Falkirk, Perth și Edinburgh, Scoția        | Canada                                  | Scoția                                  |
| 1960 | Ayr, Edinburgh și Glasgow, Scoția          | Canada (2)                              | Scoția                                  |
| 1961 | Ayr, Kirkcaldy, Perth și Edinburgh, Scoția | Canada (3)                              | Scoția                                  |
| 1962 | Falkirk și Edinburgh, Scoția               | Canada (4)                              | Statele Unite ale Americii              |
| 1963 | Perth, Scoția                              | Canada (5)                              | Scoția                                  |
| 1964 | Calgary, Canada                            | Canada (6)                              | Scoția                                  |
| 1965 | Perth, Scoția                              | Statele Unite ale Americii              | Canada                                  |
| 1966 | Vancouver, Canada                          | Canada (7)                              | Scoția                                  |
| 1967 | Perth, Scoția                              | Scoția                                  | Suedia                                  |
| 1968 | Pointe-Claire, Canada                      | Canada (8)                              | Scoția                                  |
| 1969 | Perth, Scoția                              | Canada (9)                              | Statele Unite ale Americii              |
| 1970 | Utica, Statele Unite                       | Canada (10)                             | Scoția                                  |
| 1971 | Megève, Franța                             | Canada (11)                             | Scoția                                  |
| 1972 | Garmisch-Partenkirchen, Germania           | Canada (12)                             | Statele Unite ale Americii              |
| 1973 | Regina, Canada                             | Suedia                                  | Canada                                  |
| 1974 | Berna, Elveția                             | Statele Unite ale Americii (2)          | Suedia                                  |
| 1975 | Perth, Scoția                              | Elveția                                 | Statele Unite ale Americii              |
| 1976 | Duluth, Statele Unite                      | Statele Unite ale Americii (3)          | Scoția                                  |
| 1977 | Karlstad, Suedia                           | Suedia (2)                              | Canada                                  |
| 1978 | Winnipeg, Canada                           | Statele Unite ale Americii (4)          | Norvegia                                |
| 1979 | Berna, Elveția                             | Norvegia                                | Elveția                                 |
| 1980 | Moncton, Canada                            | Canada (13)                             | Norvegia                                |
| 1981 | London, Canada                             | Elveția (2)                             | Statele Unite ale Americii              |
| 1982 | Garmisch-Partenkirchen, Germania           | Canada (14)                             | Elveția                                 |
| 1983 | Regina, Canada                             | Canada (15)                             | Germania                                |
| 1984 | Duluth, Statele Unite                      | Norvegia (2)                            | Elveția                                 |
| 1985 | Glasgow, Scoția                            | Canada (16)                             | Suedia                                  |
| 1986 | Toronto, Canada                            | Canada (17)                             | Scoția                                  |
| 1987 | Vancouver, Canada                          | Canada (18)                             | Germania                                |
| 1988 | Lausanne, Elveția                          | Norvegia (3)                            | Canada                                  |
| 1989 | Milwaukee, Statele Unite                   | Canada (19)                             | Elveția                                 |
| 1990 | Västerås, Suedia                           | Canada (20)                             | Scoția                                  |
| 1991 | Winnipeg, Canada                           | Scoția (2)                              | Canada                                  |
| 1992 | Garmisch-Partenkirchen, Germania           | Elveția (3)                             | Scoția                                  |
| 1993 | Geneva, Elveția                            | Canada (21)                             | Scoția                                  |
| 1994 | Oberstdorf, Germania                       | Canada (22)                             | Suedia                                  |
| 1995 | Brandon, Canada                            | Canada (23)                             | Scoția                                  |
| 1996 | Hamilton, Canada                           | Canada (24)                             | Scoția                                  |
| 1997 | Berna, Elveția                             | Suedia (3)                              | Germania                                |
| 1998 | Kamloops, Canada                           | Canada (25)                             | Suedia                                  |
| 1999 | Saint John, Canada                         | Scoția (3)                              | Canada                                  |
| 2000 | Glasgow, Scoția                            | Canada (26)                             | Suedia                                  |
| 2001 | Lausanne, Elveția                          | Suedia (4)                              | Elveția                                 |
| 2002 | Bismarck, Statele Unite                    | Canada (27)                             | Norvegia                                |
| 2003 | Winnipeg, Canada                           | Canada (28)                             | Elveția                                 |
| 2004 | Gävle, Suedia                              | Suedia (5)                              | Germania                                |
| 2005 | Victoria, Canada                           | Canada (29)                             | Scoția                                  |
| 2006 | Lowell, Statele Unite                      | Scoția (4)                              | Canada                                  |
| 2007 | Edmonton, Canada                           | Canada (30)                             | Germania                                |
| 2008 | Grand Forks, Statele Unite                 | Canada (31)                             | Scoția                                  |
| 2009 | Moncton, Canada                            | Scoția (5)                              | Canada                                  |
| 2010 | Cortina d'Ampezzo, Italia                  | Canada (32)                             | Norvegia                                |
| 2011 | Regina, Canada                             | Canada (33)                             | Scoția                                  |
| 2012 | Basel, Elveția                             | Canada (34)                             | Scoția                                  |
| 2013 | Victoria, Canada                           | Suedia (6)                              | Canada                                  |
| 2014 | Beijing, China                             | Norvegia (4)                            | Suedia                                  |
| 2015 | Halifax, Canada                            | Suedia (7)                              | Norvegia                                |
| 2016 | Basel, Elveția                             | Canada (35)                             | Danemarca                               |
| 2017 | Edmonton, Canada                           | Canada (36)                             | Elveția                                 |
| 2018 | Las Vegas, Statele Unite                   | Suedia (8)                              | Canada                                  |
| 2019 | Lethbridge, Canada                         | Suedia (9)                              | Canada                                  |
| 2020 | Glasgow, Scoția                            | Anulat din cauza pandemiei de COVID-19. | Anulat din cauza pandemiei de COVID-19. |
| 2021 | Calgary, Canada                            | Suedia (10)                             | Scoția                                  |
| 2022 | Las Vegas, Statele Unite                   | Suedia (11)                             | Canada                                  |
| 2023 | Ottawa, Canada                             | Scoția (6)                              | Canada                                  |
| 2024 | Schaffhausen, Elveția                      | Suedia (12)                             | Canada                                  |
| 2025 | Moose Jaw, Canada                          | Scoția (7)                              | Elveția                                 |

### Feminin
| An   | Gazdă                               | Campioană                               | Finalistă                               |
| ---- | ----------------------------------- | --------------------------------------- | --------------------------------------- |
| 1979 | Perth, Scoția                       | Elveția                                 | Suedia                                  |
| 1980 | Perth, Scoția                       | Canada                                  | Suedia                                  |
| 1981 | Perth, Scoția                       | Suedia                                  | Canada                                  |
| 1982 | Geneva, Elveția                     | Danemarca                               | Suedia                                  |
| 1983 | Moose Jaw, Canada                   | Elveția (2)                             | Norvegia                                |
| 1984 | Perth, Scoția                       | Canada (2)                              | Elveția                                 |
| 1985 | Jönköping, Suedia                   | Canada (3)                              | Scoția                                  |
| 1986 | Kelowna, Canada                     | Canada (4)                              | Germania                                |
| 1987 | Chicago, Statele Unite              | Canada (5)                              | Germania                                |
| 1988 | Glasgow, Scoția                     | Germania                                | Canada                                  |
| 1989 | Milwaukee, Statele Unite            | Canada (6)                              | Norvegia                                |
| 1990 | Västerås, Suedia                    | Norvegia                                | Scoția                                  |
| 1991 | Winnipeg, Canada                    | Norvegia (2)                            | Canada                                  |
| 1992 | Garmisch-Partenkirchen, Germania    | Suedia (2)                              | Statele Unite ale Americii              |
| 1993 | Geneva, Elveția                     | Canada (7)                              | Germania                                |
| 1994 | Oberstdorf, Germania                | Canada (8)                              | Scoția                                  |
| 1995 | Brandon, Canada                     | Suedia (3)                              | Canada                                  |
| 1996 | Hamilton, Canada                    | Canada (9)                              | Statele Unite ale Americii              |
| 1997 | Berna, Elveția                      | Canada (10)                             | Norvegia                                |
| 1998 | Kamloops, Canada                    | Suedia (4)                              | Danemarca                               |
| 1999 | Saint John, Canada                  | Suedia (5)                              | Statele Unite ale Americii              |
| 2000 | Glasgow, Scoția                     | Canada (11)                             | Elveția                                 |
| 2001 | Lausanne, Elveția                   | Canada (12)                             | Suedia                                  |
| 2002 | Bismarck, Statele Unite             | Scoția                                  | Suedia                                  |
| 2003 | Winnipeg, Canada                    | Statele Unite ale Americii              | Canada                                  |
| 2004 | Gävle, Suedia                       | Canada (13)                             | Norvegia                                |
| 2005 | Paisley, Scoția                     | Suedia (6)                              | Statele Unite ale Americii              |
| 2006 | Grande Prairie, Canada              | Suedia (7)                              | Statele Unite ale Americii              |
| 2007 | Aomori, Japonia                     | Canada (14)                             | Danemarca                               |
| 2008 | Vernon, Canada                      | Canada (15)                             | China                                   |
| 2009 | Gangneung, Coreea de Sud            | China                                   | Suedia                                  |
| 2010 | Swift Current, Canada               | Germania (2)                            | Scoția                                  |
| 2011 | Esbjerg, Danemarca                  | Suedia (8)                              | Canada                                  |
| 2012 | Lethbridge, Canada                  | Elveția (3)                             | Suedia                                  |
| 2013 | Riga, Letonia                       | Scoția (2)                              | Suedia                                  |
| 2014 | Saint John, Canada                  | Elveția (4)                             | Canada                                  |
| 2015 | Sapporo, Japonia                    | Elveția (5)                             | Canada                                  |
| 2016 | Swift Current, Saskatchewan, Canada | Elveția (6)                             | Japonia                                 |
| 2017 | Beijing, China                      | Canada (16)                             | Rusia                                   |
| 2018 | North Bay, Ontario, Canada          | Canada (17)                             | Suedia                                  |
| 2019 | Esbjerg, Danemarca                  | Elveția (7)                             | Suedia                                  |
| 2020 | Prince George, Canada               | Anulat din cauza pandemiei de COVID-19. | Anulat din cauza pandemiei de COVID-19. |
| 2021 | Calgary, Canada                     | Elveția (8)                             | RCF                                     |
| 2022 | Prince George, Canada               | Elveția (9)                             | Coreea de Sud                           |
| 2023 | Sandviken, Suedia                   | Elveția (10)                            | Norvegia                                |
| 2024 | Sydney, Canada                      | Canada (18)                             | Elveția                                 |
| 2025 | Uijeongbu, Coreea de Sud            | Canada (19)                             | Elveția                                 |